# Vlaamse Ardennenroute

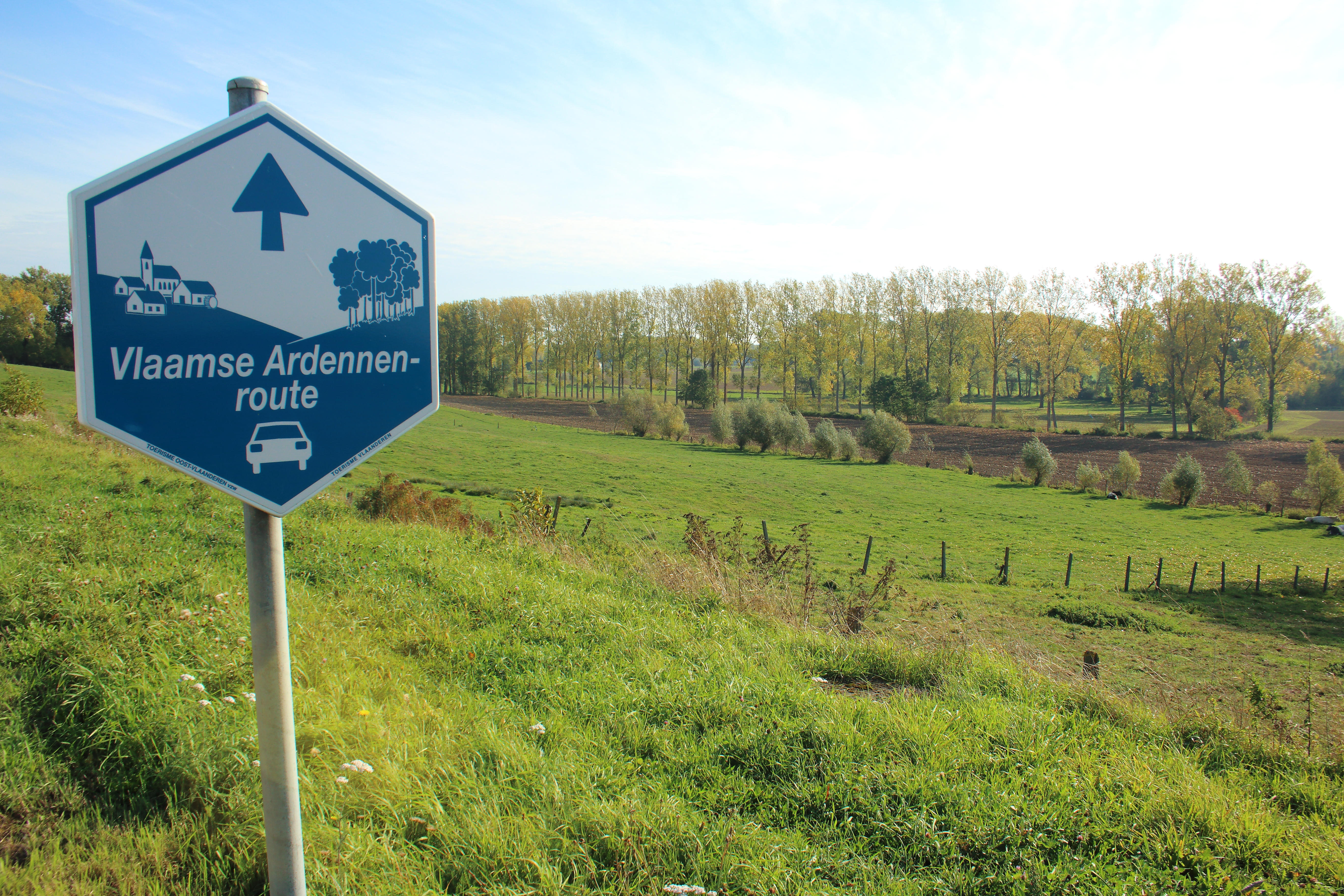
Vlaamse Ardennenroute in Strijpen (Zottegem)

De Vlaamse Ardennenroute is een toeristische motor- en autoroute in de Vlaamse Ardennen in de Belgische provincie Oost-Vlaanderen. De lusvormige Vlaamse Ardennenroute werd bewegwijzerd door Toerisme Oost-Vlaanderen met zeshoekige blauw-witte borden.

## Verloop
De Vlaamse Ardennenroute start op de Markt in Oudenaarde. De route bestaat uit twee lussen van ongeveer zestig kilometer, die gecombineerd kunnen worden tot één lus van zowat honderd kilometer. De ene lus doet de Zwalmstreek aan van Oudenaarde naar Horebeke, Zwalm, Zottegem en Brakel. De andere lus gaat van Oudenaarde naar Maarkedal, Ronse en Kluisbergen. De Vlaamse Ardennenroute kronkelt door het glooiende landschap van de Vlaamse Ardennen met water- en windmolens, kasseiwegen (Lippenhovestraat) en bossen op de heuveltoppen. De route loopt langs hellingen (Koppenberg, Paterberg, Berendries, Kasteeldreef, Rekelberg, Langendries, Grotenberge, Kaperij, Stokstraat, Kruisberg, Kokerelle, Hotondberg) die bekend zijn van wielerwedstrijden zoals de Ronde van Vlaanderen. De bewegwijzerde route loopt ook door de steden Ronse (met de Sint-Hermescrypte en het Must Museum voor textiel), Oudenaarde (met het stadhuis, de Sint-Walburgakerk, het MOU Museum en het Centrum Ronde van Vlaanderen) en Zottegem (met het Egmontkasteel, de Egmontcrypte en het stadhuis met de Egmontkamer).

## Afbeeldingen

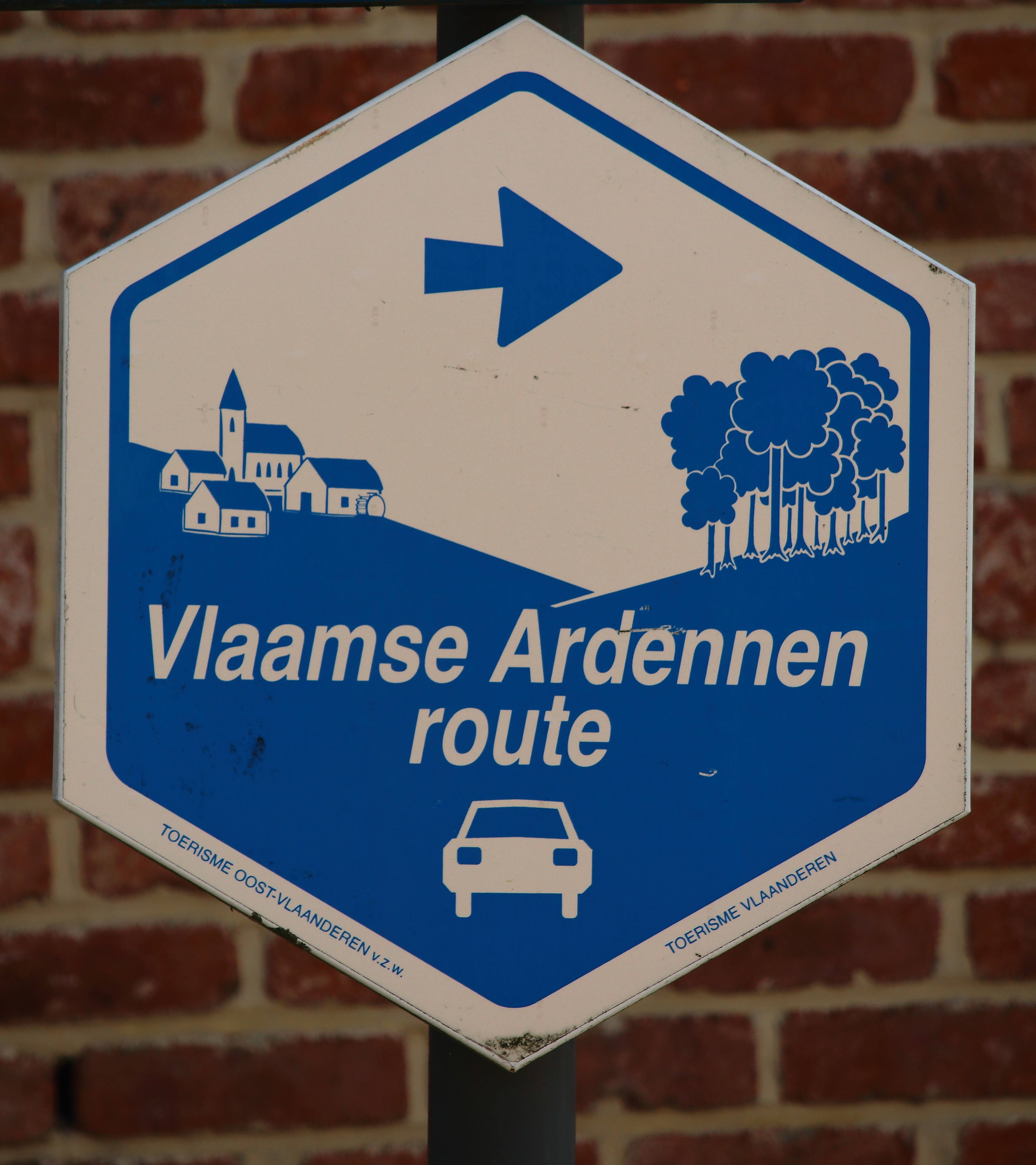
Vlaamse Ardennenroute in Sint-Maria-Oudenhove (Zottegem)
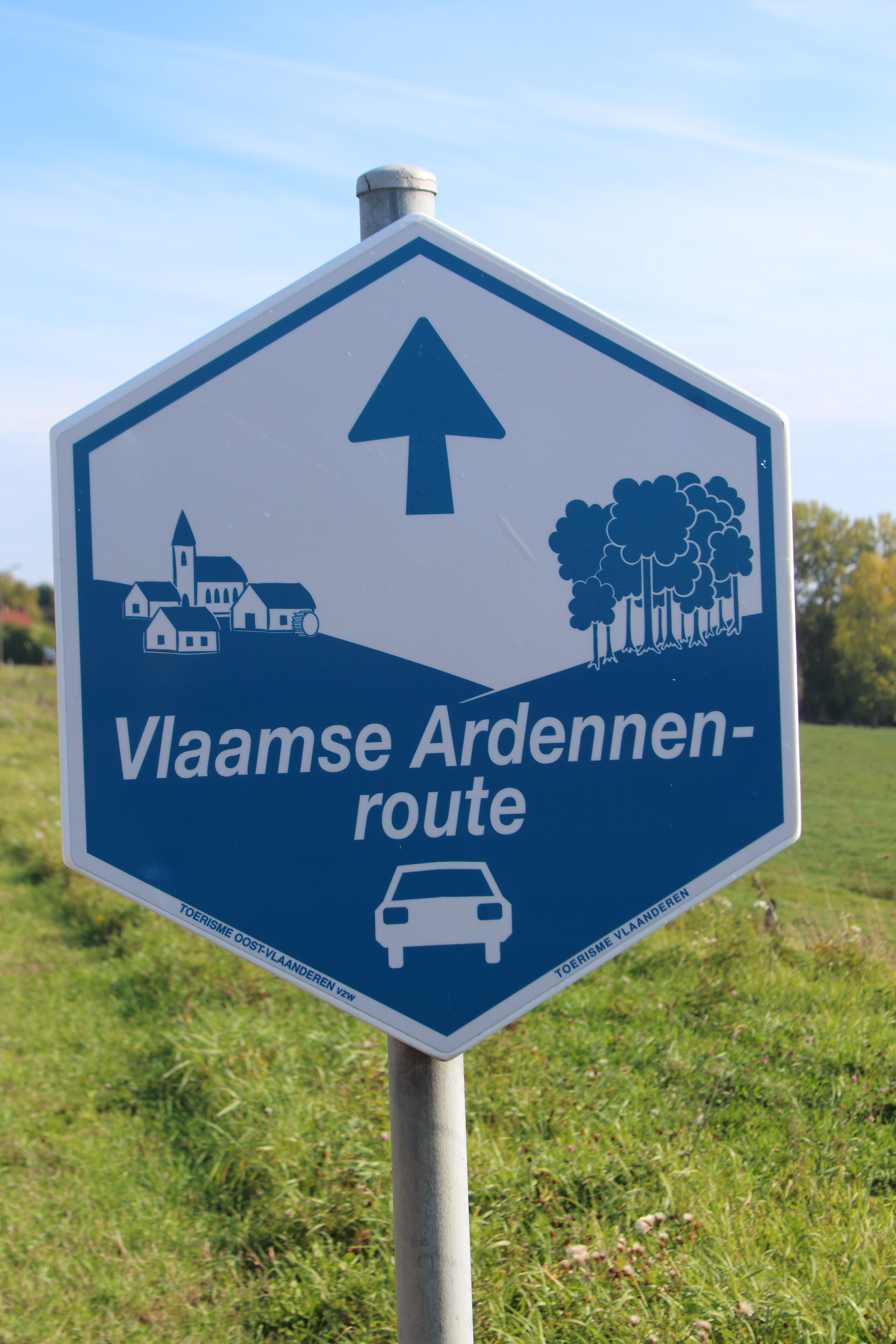
Vlaamse Ardennenroute in Strijpen (Zottegem)
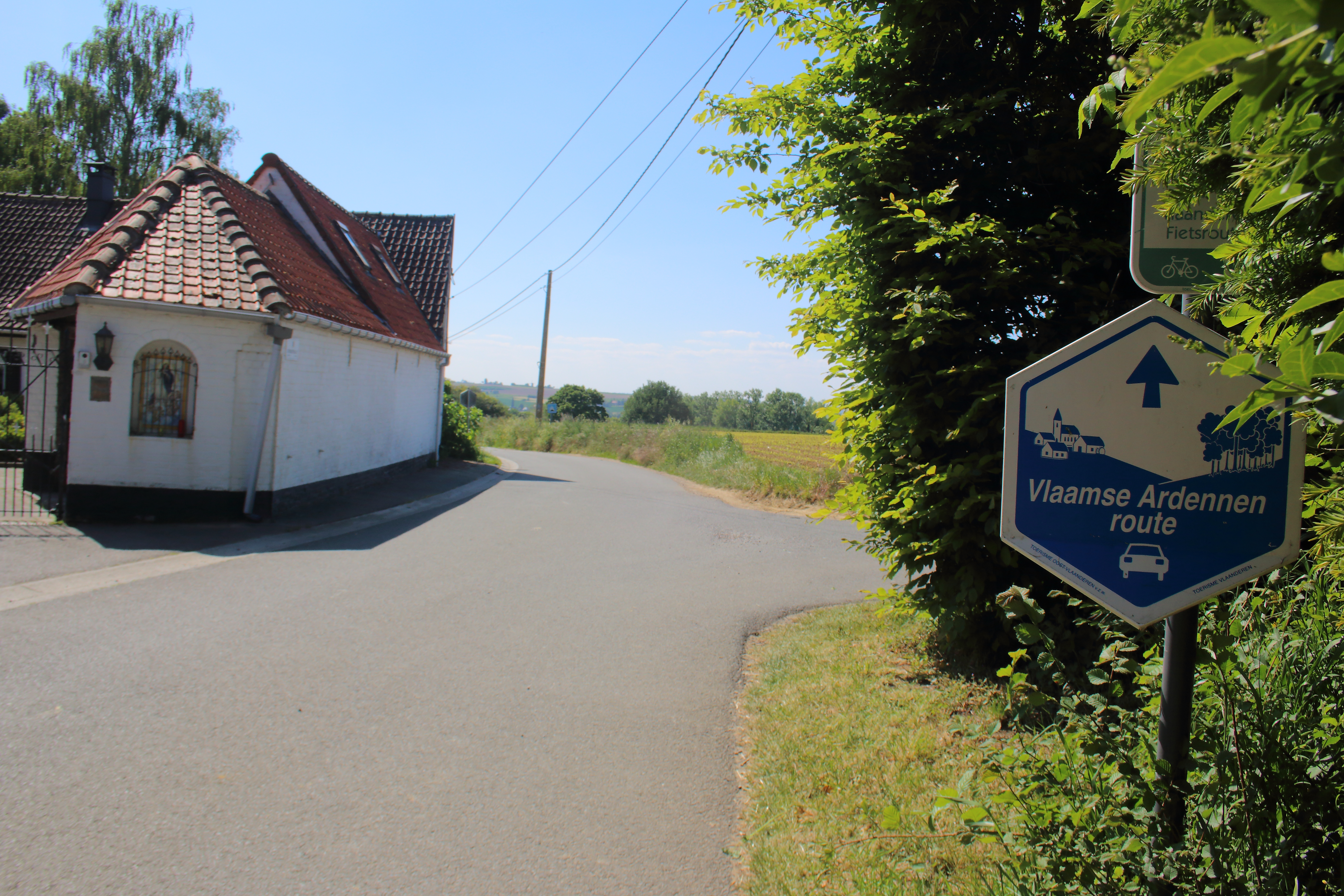
Vlaamse Ardennenroute in Schorisse (Maarkedal)
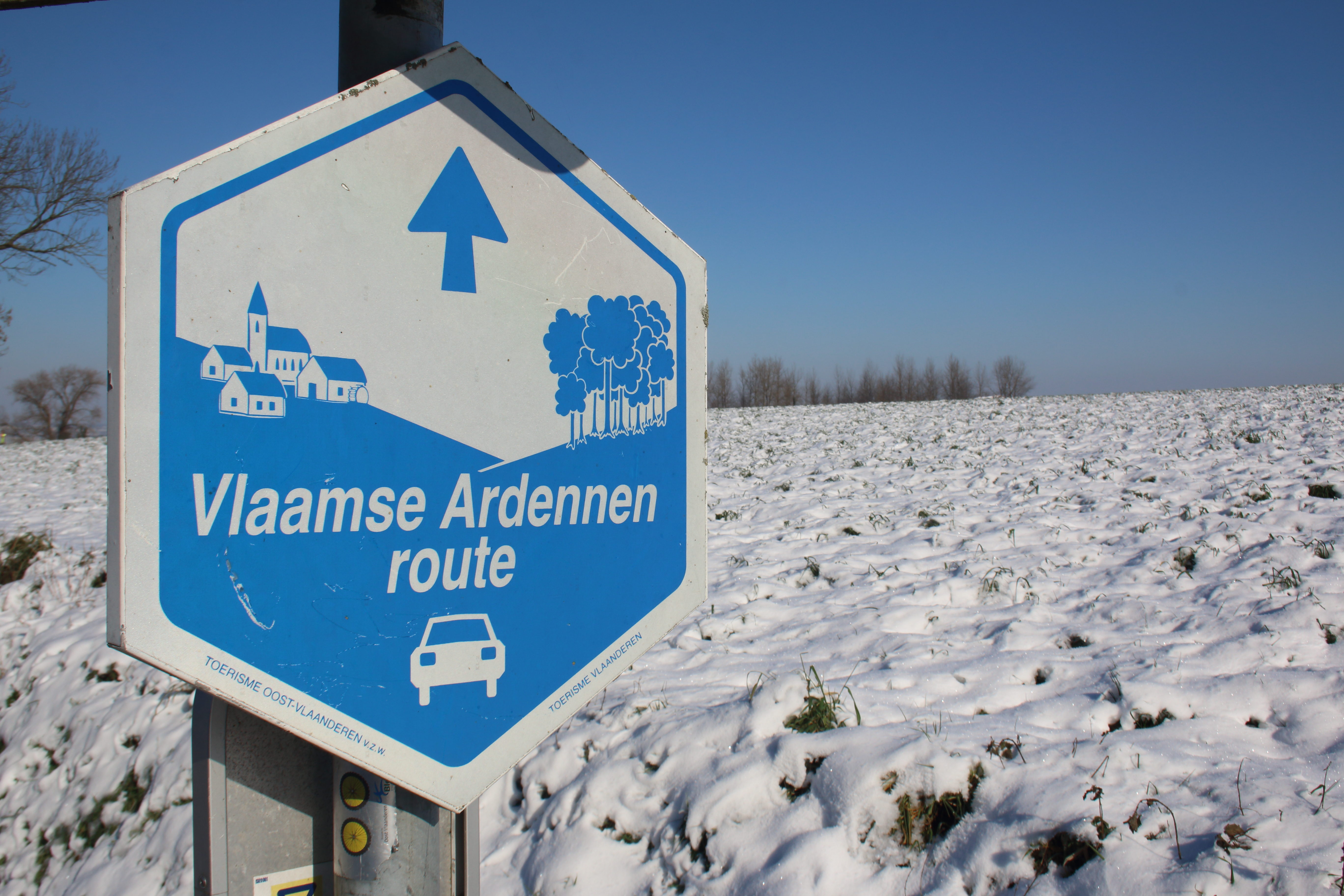
Vlaamse Ardennenroute bij de Paterberg in Kluisbergen